# حسام البوحسن
حسام البوحسن لاعب كرة قدم سعودي، يلعب في الوسط حالياً في نادي الهداية.

## مسيرة اللاعب
لعب سابقاً مع نادي الجيل في الفئات السنية و أولمبي نادي هجر و لعب بعدها مع النادي العربي ونادي السلمية ونادي القلعة ونادي الثقبة ونادي الهداية.